# 9K112 Kobra

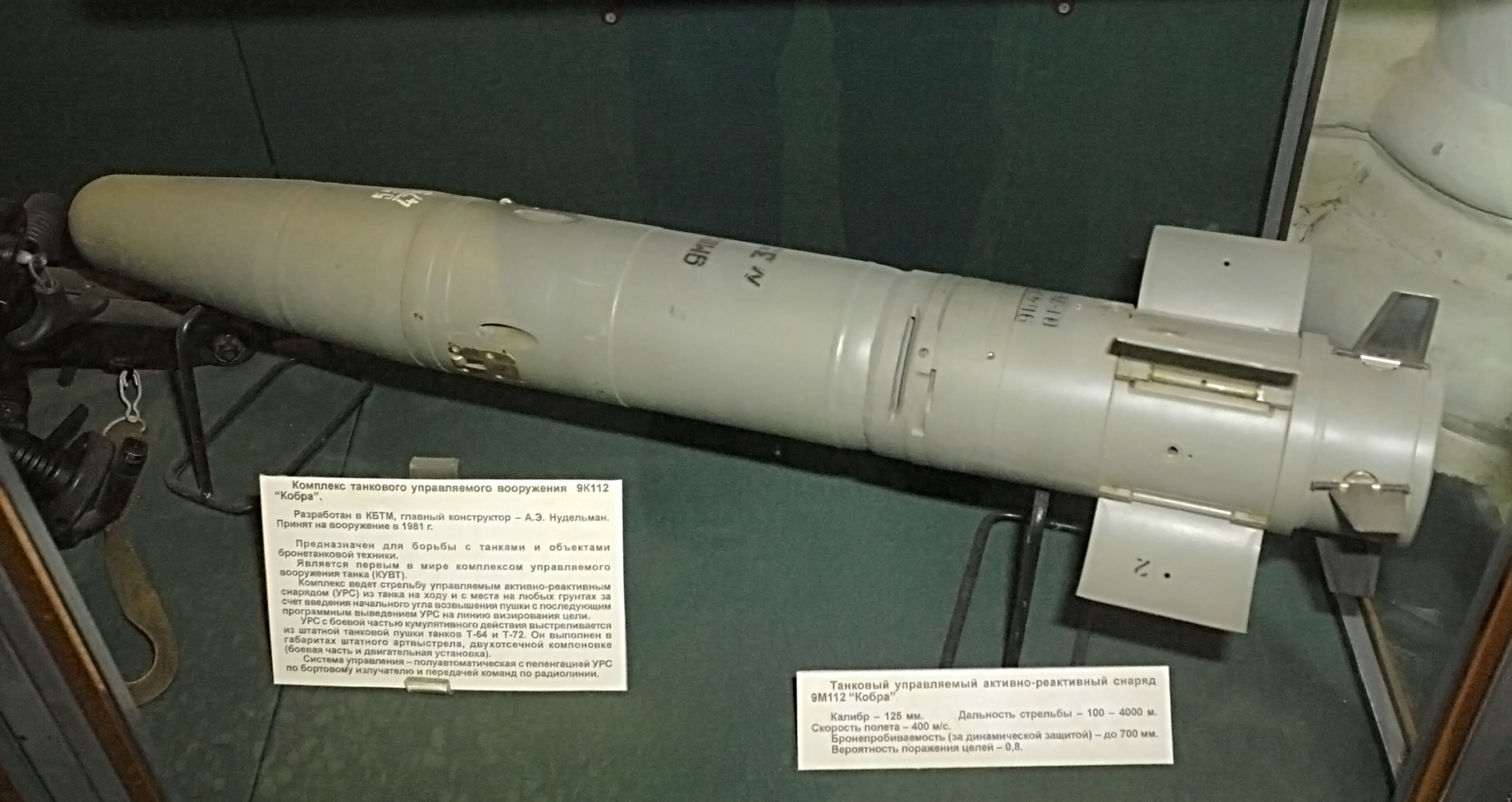
PTŘS 9M112 Kobra

Kobra (v kódu NATO AT-8 „Songster“) je sovětská protitanková řízená střela. V indexu GRAU je značena 9K112 Kobra, raketa nese označení 9M112. Jedná se o protitankový raketový komplet velkého dosahu určený k odpalování řízené střely z hlavně tanku využívající poloautomatického povelového systému dálkového navedení po záměrné cíle (typ. SACLOS) s rádiovým přenosem řídících povelů.
PTRK Kobra byl zaveden do výzbroje sovětských tanků T-64B, T-64BV, T-80B a T-80BV.

## Počátky
V Sovětském svazu nebyly tanky na rozdíl od svých západních protivníků vybaveny tak dokonalými systém řízení palby, což snižovalo pravděpodobnost zásahu zejména při vedení boje na větší vzdálenosti. Tento nedostatek mohly účinně eliminovat protitankové řízené střely (PTŘS), jejichž hlavním účelem bylo ničení cílů nacházejících se mimo dostřel kanónu. Protože PTŘS instalované na vnějším povrchu tanku by byly příliš zranitelné, hledalo se jiné řešení. Bylo rozhodnuto vyvinout řízenou střelu schopnou odpalování z klasického tankového kanónu. Hlavním omezením byla ráže kanónu, která činí 100-125 mm, ale tento problém se podařilo překonat a roku 1968 byl zahájen vývoj ve dvou konstrukčních kancelářích současně – v Konstrukční kanceláři strojírenství (Konstruktorskoje bjuro mašinostrojenija - KBM) a v Konstrukční kanceláři přesného strojírenství (Konstruktorskoje bjuro točnogo mašinostrojenija - KBTM).

## Vývoj

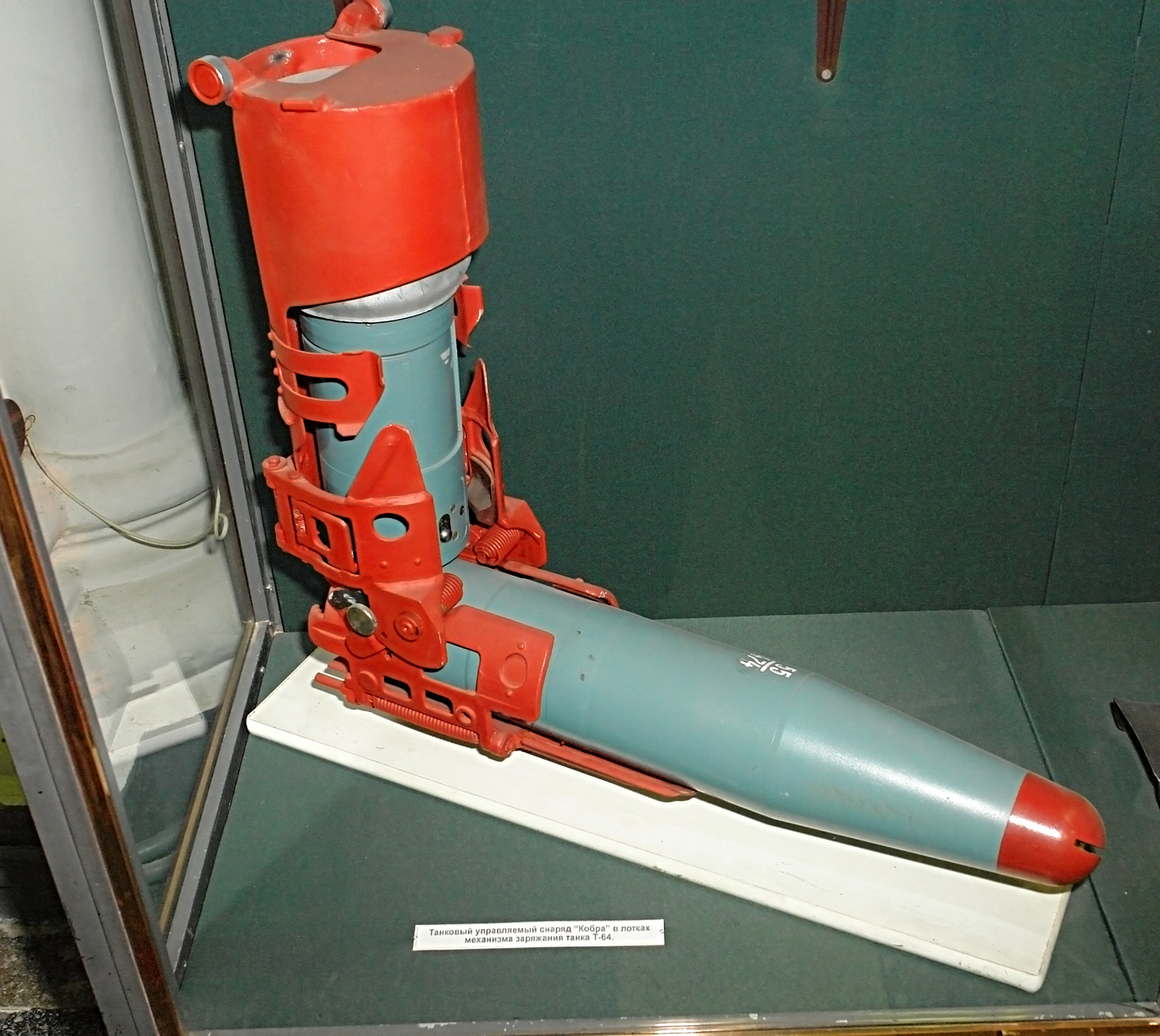
Dvojdílná PTŘS v nabíjecím zařízení

Počátkem sedmdesátých let 20. století byl vybrán k zavedení do výzbroje perspektivnější typ PTRK vyvíjený v konstrukční kanceláři KBTM, který nesl označení 9K112 Kobra (některé prameny užívají označení 9K112-1). Tento komplet byl vyvíjen pro tanky T-64A, které byly vyzbrojeny 125mm kanónem a používaly automatické nabíjecí zařízení. Proto byla střela 9M112 konstruována jako dvojdílná. Ke spojení přední části (s kumulativní hlavicí a raketovým motorem) a zadní části (s naváděcí soustavou a malou prachovou náplní zajišťující vymetení střely z hlavně) docházelo během nabíjení před vložením do hlavně.
Zkoušky nového PTRK byly prováděny na upraveném sériovém tanku T-64A s označením Objekt 447. Do výzbroje byl PTRK Kobra zaveden roku 1976.
Roku 1979 byla vyvinuta verze Kobra-M s vylepšenou střelou. V roce 1985 pak následoval PTRK Agona se zcela novou PTŘS 9M128 s tandemovou kumulativní hlavicí. Do výzbroje se však již nedostal, protože nově vyráběné tanky byly vyzbrojovány dokonalejším kompletem Refleks/Svir.

## Technická data
- Ráže kanónu: 125 mm
- Délka střely: 950 mm
- Průměr těla střely: 125 mm
- Hmotnost náboje: ?
- Dosah: 100 m (minimální), 4000 m (maximální)